# 김일제
김일제(金日磾, 기원전 134년 ~ 기원전 86년 음력 8월)는 전한 중기의 관료로, 자는 옹숙(翁叔)이다. 본래 흉노 출신으로 흉노의 번왕인 휴저왕(休屠王)의 장남으로 태어났으며, 열네 살 때 부왕이 무제와의 전투에서 패하면서 전한에 포로로 끌려왔다. 이후 무제의 신임을 받아 전한의 관료로 일하면서 김씨(金氏) 성을 받았으며, 곽광·상관걸과 함께 소제의 후견인이 되었으나 병들어 투후(秺侯)에 봉해지고 곧 죽었다. 7세기 신라의 왕족은 그 가계를 신성시하고자 김일제의 후손을 자처하였다. 다만 실제로 그 후손일 가능성은 거의 없다.

## 생애

### 젊은 시절
김일제는 휴저왕의 장남으로 태어났다. 기원전 150년경, 이치사 선우의 번왕이었던 휴저왕과 혼야왕(昆邪王)이 계속하여 전한에게 패배하자, 그들을 송환하여 사형으로 그 죄를 물으려고 하였다. 혼야왕은 이치사 선우에게 끌려가면 목숨에 위험하다고 판단하고 휴저왕을 설득하여 전한에 투항하려고 하였다. 혼야왕은 휴저왕이 반대하자 그를 죽이고 투항하였으며, 휴저왕의 부인과 두 아들을 곽거병에게 포로로 넘겨주었다.

### 중국 포로 생활
곽거병은 휴저왕의 부인 연지(閼氏)와 장남 일제 및 어린 동생 윤(胤)을 사로잡아 장안으로 돌아왔다. 말 기르는 노예가 된 일제는 우연히 무제의 눈에 띄어 노예에서 해방되고 마감(馬監)으로 임명되었으며, 이어 시중(侍中), 부마도위, 광록대부에 올랐다.

### 김씨성 사성
일제는 망하라(莽何羅) 등의 무제 암살 시도를 막은 공로로 거기장군이 되었고, 김씨 성을 하사받았다. 김(金)이란 황금을 뜻하는데, 휴저왕이 금인(金人)을 가지고 천주(天主)에 제사 지냈던 일에서 비롯하여 성씨로 삼았다.
김일제에게는 두 명의 아들이 있었는데, 둘 다 무제의 총애를 받아서 무제의 농아(弄兒)가 됐다. 그러나 무제의 목을 뒤에서 껴안고, 궁녀를 희롱하자, 그 행동이 매우 불순하다고 생각하여 장남을 죽이고 무제에게 보고하였다. 무제는 화를 냈지만 김일제가 자초지종을 고하자, 슬퍼하면서도 김일제의 충성심에 더욱 감명되었다. 후원 2년(기원전 87년), 무제가 죽으면서 김일제는 곽광, 상관걸과 함께 소제를 보필하였다. 당초 무제가 곽광에게 보필하게 하자 곽광이 김일제에게 사양했는데, 김일제 역시 사양해 김일제가 부섭정이 되었다. 그리고 김일제의 아들 김상과 곽광의 딸이 혼인했다. 무제는 죽으면서 옥새로 봉한 조서를 내려 마하라 일당의 반란을 평정한 공으로 김일제를 투후에 봉하고 곽광과 상관걸도 열후에 봉했는데, 무제 사후 조서의 봉인을 풀어 시행하려 하자 당시 황제 소제가 어리다며 사양했다.

### 최후
김일제가 몸져 누우니 소제는 곽광과 의논하여 작위를 다시 내렸고, 김일제는 인수를 받은 지 하루 만에 죽었다. 작위는 아들 김상이 이었으나 김상이 죽은 후 아들이 없어 봉국이 폐지되었고, 이후 김일제의 증손 김당이 다시 투후에 봉해졌다.
김일제의 무덤은 무릉의 배장묘 가운데 하나로서 곽거병의 묘 오른쪽에 있는데, 오늘날 감숙성 흥평현(兴平县) 남귀향 도상촌에 있다. 감숙성 무위시에 김일제의 동상이 세워져 있으며 마신(馬神)이라 전해져 내려온다.

### 사후
김일제의 자손들은 신나라 때 왕망의 외가로서 주요 관직에 올랐는데, 후한 광무제가 왕망을 토벌할 때 역사에서 사라지고, 봉국도 몰수되었다.
중국 산둥성 하택시 성무현 옥화묘촌은 김일제가 봉지로 받은 투현으로 현재 입구에 이 사실을 알리는 표지석이 남아 있다. 투후 유적지에는 김일제를 기리던 사당(祠堂)인 투후사(秺侯祠)가 있었다고 하나 현재는 존재하지 않는다.
김일제의 자손들은 대대로 벼슬하여 후한 때까지 가문이 이어져, 김선과 김의 등을 배출하였다.

## 김일제와 신라 김씨의 관계
신라 문무왕릉비(文武王陵碑)에는 '투후(秺侯) 제천지윤(祭天之胤)이 7대를 전하여'(5행), '15대조 성한왕은 그 바탕이 하늘에서 신라로 내려왔고'(6행)라는 구절이 있다. 또한 당나라에 살았던 신라인 김씨부인의 업적을 기리는 대당고김씨부인묘명에도 신라 김씨의 뿌리가 투후 김일제라고 기록되어 있다. 이러한 기록을 볼 때 신라 김씨 왕족은 자신의 조상을 중국 한나라 때 투후를 지낸 김일제라고 생각했다는 것을 알 수 있다.
이러한 기록에 대해서 역사학자들은 7세기 후반 들어 형성된 신라 김씨의 관념적인 시조의식의 소산이지 실제로 김일제가 김씨의 시조인 것은 아니라고 판단하고 있다. 전근대에는 가계를 신성시하기 위해 고대의 전설적인 제왕 또는 유명한 위인들을 시조로 간주하는 일이 많았으므로 김일제 후손설은 사실로 보기 어렵다는 것이다.
대한민국의 일부 역사 다큐멘터리나 재야사학자들은 김일제가 신라 김씨의 선조라는 주장을 하고 있다. 문헌 기록 외에 돌무지덧널무덤(적석목곽분) 및 부장품이 일부 북방민족 계통과 유사하다는 사실도 증거로 거론된다. 하지만 2000년대 이후 고고학 발굴 성과의 누적을 통해 돌무지덧널무덤과 부장품의 발전 단계가 모두 밝혀지면서 4세기 신라 묘제의 북방민족 유래설도 역사학계 및 고고학계에서 인정되지 않고 있다.

## 가족 관계
- 휴저왕(休屠王)
  - 김일제
    - 김상
    - 김건
      -         - 김당
- 김륜
  - 김안상

- 후손 : 김상, 김선

## 같이 보기
- 흉노
- 휴저왕
- 전한 무제
- 곽거병
- 곽광
- 소제
- 대당고김씨부인묘명

## 세계도(世系圖)
|             |             |             |             |             |             |  |  |               |               |               |               |               |               |  |  |               |               |               |               |               |               |  |  | 휴저왕 |      |      |      |      |      |  |  |                 |                 |                 |                 |                 |                 |  |  |             |             |             |             |             |             |  |  |      |      |      |      |      |      |  |  |  |  |  |  |  |  |  |  |  |  |  |  |  |  |  |  |  |  |  |  |  |  |  |  |  |  |  |  |
|             |             |             |             |             |             |  |  |               |               |               |               |               |               |  |  |               |               |               |               |               |               |  |  |        |      |      |      |      |      |  |  |                 |                 |                 |                 |                 |                 |  |  |             |             |             |             |             |             |  |  |      |      |      |      |      |      |  |  |  |  |  |  |  |  |  |  |  |  |  |  |  |  |  |  |  |  |  |  |  |  |  |  |  |  |  |  |
|             |             |             |             |             |             |  |  |               |               |               |               |               |               |  |  |               |               |               |               |               |               |  |  |        |      |      |      |      |      |  |  |                 |                 |                 |                 |                 |                 |  |  |             |             |             |             |             |             |  |  |      |      |      |      |      |      |  |  |  |  |  |  |  |  |  |  |  |  |  |  |  |  |  |  |  |  |  |  |  |  |  |  |  |  |  |  |
|             |             |             |             |             |             |  |  | 투경후 김일제 | 투경후 김일제 | 투경후 김일제 | 투경후 김일제 | 투경후 김일제 | 투경후 김일제 |  |  |               |               |               |               |               |               |  |  |        |      |      |      |      |      |  |  | 김륜            | 김륜            | 김륜            | 김륜            | 김륜            | 김륜            |  |  |             |             |             |             |             |             |  |  |      |      |      |      |      |      |  |  |  |  |  |  |  |  |  |  |  |  |  |  |  |  |  |  |  |  |  |  |  |  |  |  |  |  |  |  |
|             |             |             |             |             |             |  |  | 투경후 김일제 | 투경후 김일제 | 투경후 김일제 | 투경후 김일제 | 투경후 김일제 | 투경후 김일제 |  |  |               |               |               |               |               |               |  |  |        |      |      |      |      |      |  |  | 김륜            | 김륜            | 김륜            | 김륜            | 김륜            | 김륜            |  |  |             |             |             |             |             |             |  |  |      |      |      |      |      |      |  |  |  |  |  |  |  |  |  |  |  |  |  |  |  |  |  |  |  |  |  |  |  |  |  |  |  |  |  |  |
|             |             |             |             |             |             |  |  |               |               |               |               |               |               |  |  |               |               |               |               |               |               |  |  |        |      |      |      |      |      |  |  |                 |                 |                 |                 |                 |                 |  |  |             |             |             |             |             |             |  |  |      |      |      |      |      |      |  |  |  |  |  |  |  |  |  |  |  |  |  |  |  |  |  |  |  |  |  |  |  |  |  |  |  |  |  |  |
| 투절후 김상 | 투절후 김상 | 투절후 김상 | 투절후 김상 | 투절후 김상 | 투절후 김상 |  |  | 김건          | 김건          | 김건          | 김건          | 김건          | 김건          |  |  |               |               |               |               |               |               |  |  |        |      |      |      |      |      |  |  | 도성경후 김안상 | 도성경후 김안상 | 도성경후 김안상 | 도성경후 김안상 | 도성경후 김안상 | 도성경후 김안상 |  |  |             |             |             |             |             |             |  |  |      |      |      |      |      |      |  |  |  |  |  |  |  |  |  |  |  |  |  |  |  |  |  |  |  |  |  |  |  |  |  |  |  |  |  |  |
| 투절후 김상 | 투절후 김상 | 투절후 김상 | 투절후 김상 | 투절후 김상 | 투절후 김상 |  |  | 김건          | 김건          | 김건          | 김건          | 김건          | 김건          |  |  |               |               |               |               |               |               |  |  |        |      |      |      |      |      |  |  | 도성경후 김안상 | 도성경후 김안상 | 도성경후 김안상 | 도성경후 김안상 | 도성경후 김안상 | 도성경후 김안상 |  |  |             |             |             |             |             |             |  |  |      |      |      |      |      |      |  |  |  |  |  |  |  |  |  |  |  |  |  |  |  |  |  |  |  |  |  |  |  |  |  |  |  |  |  |  |
|             |             |             |             |             |             |  |  |               |               |               |               |               |               |  |  |               |               |               |               |               |               |  |  |        |      |      |      |      |      |  |  |                 |                 |                 |                 |                 |                 |  |  |             |             |             |             |             |             |  |  |      |      |      |      |      |      |  |  |  |  |  |  |  |  |  |  |  |  |  |  |  |  |  |  |  |  |  |  |  |  |  |  |  |  |  |  |
|             |             |             |             |             |             |  |  | □             | □             | □             | □             | □             | □             |  |  | 도성이후 김상 | 도성이후 김상 | 도성이후 김상 | 도성이후 김상 | 도성이후 김상 | 도성이후 김상 |  |  | 김창   | 김창 | 김창 | 김창 | 김창 | 김창 |  |  |                 |                 |                 |                 |                 |                 |  |  | 김잠        | 김잠        | 김잠        | 김잠        | 김잠        | 김잠        |  |  | 김명 | 김명 | 김명 | 김명 | 김명 | 김명 |  |  |  |  |  |  |  |  |  |  |  |  |  |  |  |  |  |  |  |  |  |  |  |  |  |  |  |  |  |  |
|             |             |             |             |             |             |  |  | □             | □             | □             | □             | □             | □             |  |  | 도성이후 김상 | 도성이후 김상 | 도성이후 김상 | 도성이후 김상 | 도성이후 김상 | 도성이후 김상 |  |  | 김창   | 김창 | 김창 | 김창 | 김창 | 김창 |  |  |                 |                 |                 |                 |                 |                 |  |  | 김잠        | 김잠        | 김잠        | 김잠        | 김잠        | 김잠        |  |  | 김명 | 김명 | 김명 | 김명 | 김명 | 김명 |  |  |  |  |  |  |  |  |  |  |  |  |  |  |  |  |  |  |  |  |  |  |  |  |  |  |  |  |  |  |
|             |             |             |             |             |             |  |  |               |               |               |               |               |               |  |  |               |               |               |               |               |               |  |  |        |      |      |      |      |      |  |  |                 |                 |                 |                 |                 |                 |  |  |             |             |             |             |             |             |  |  |      |      |      |      |      |      |  |  |  |  |  |  |  |  |  |  |  |  |  |  |  |  |  |  |  |  |  |  |  |  |  |  |  |  |  |  |
|             |             |             |             |             |             |  |  | 투후 김당     | 투후 김당     | 투후 김당     | 투후 김당     | 투후 김당     | 투후 김당     |  |  | 김섭          | 김섭          | 김섭          | 김섭          | 김섭          | 김섭          |  |  | 김참   | 김참 | 김참 | 김참 | 김참 | 김참 |  |  | 김요            | 김요            | 김요            | 김요            | 김요            | 김요            |  |  | 도성후 김흠 | 도성후 김흠 | 도성후 김흠 | 도성후 김흠 | 도성후 김흠 | 도성후 김흠 |  |  | 김준 | 김준 | 김준 | 김준 | 김준 | 김준 |  |  |  |  |  |  |  |  |  |  |  |  |  |  |  |  |  |  |  |  |  |  |  |  |  |  |  |  |  |  |
|             |             |             |             |             |             |  |  | 투후 김당     | 투후 김당     | 투후 김당     | 투후 김당     | 투후 김당     | 투후 김당     |  |  | 김섭          | 김섭          | 김섭          | 김섭          | 김섭          | 김섭          |  |  | 김참   | 김참 | 김참 | 김참 | 김참 | 김참 |  |  | 김요            | 김요            | 김요            | 김요            | 김요            | 김요            |  |  | 도성후 김흠 | 도성후 김흠 | 도성후 김흠 | 도성후 김흠 | 도성후 김흠 | 도성후 김흠 |  |  | 김준 | 김준 | 김준 | 김준 | 김준 | 김준 |  |  |  |  |  |  |  |  |  |  |  |  |  |  |  |  |  |  |  |  |  |  |  |  |  |  |  |  |  |  |
|             |             |             |             |             |             |  |  |               |               |               |               |               |               |  |  |               |               |               |               |               |               |  |  |        |      |      |      |      |      |  |  |                 |                 |                 |                 |                 |                 |  |  |             |             |             |             |             |             |  |  |      |      |      |      |      |      |  |  |  |  |  |  |  |  |  |  |  |  |  |  |  |  |  |  |  |  |  |  |  |  |  |  |  |  |  |  |
|             |             |             |             |             |             |  |  |               |               |               |               |               |               |  |  | 도성대후 김탕 | 도성대후 김탕 | 도성대후 김탕 | 도성대후 김탕 | 도성대후 김탕 | 도성대후 김탕 |  |  | 김융   | 김융 | 김융 | 김융 | 김융 | 김융 |  |  |                 |                 |                 |                 |                 |                 |  |  |             |             |             |             |             |             |  |  |      |      |      |      |      |      |  |  |  |  |  |  |  |  |  |  |  |  |  |  |  |  |  |  |  |  |  |  |  |  |  |  |  |  |  |  |

## 참고 문헌
- 반고, 《한서》 권68 곽광김일제전
- 정형진, 《실크로드를 달려 온 신라왕족》, 일빛, 2005년.[10]
- 박기현, 《우리 역사를 바꾼 귀화 성씨》, 역사의아침, 2007년.[11]
- 강준식, 《김씨의 뿌리》(상, 중, 하) (범우사, 1998)[12][13][14]
- 김병기, 《가락국의 후예들》 (역사의아침(위즈덤하우스), 2008)[15]
- 이종호, 《한국 7대 불가사의》(역사의아침, 2007)[16]

| 전임 위청 | 전한의 거기장군 기원전 87년 ~ 기원전 86년 | 후임 상관안 |

| 전임 (1년 전) 상구성 | 전한의 투후 기원전 86년 | 후임 아들 투절후 김상 |